# You Xie
You Xie (謝盛友), född 1 oktober 1958 i Hainan, Kina, är en tysk politiker, kandidat i Europaparlamentsvalet 2019, journalist och författare av kinesiskt ursprung.
År 2010 valdes You Xie bland de 100 bästa kinesiska offentliga intellektuella av den kinesiska tidningen Southern Weekly. Den 20 april 2013 valde medlemmarna i den kristna sociala unionen (CSU) i Bamberg Xie till länsstyrelsen. Han fick 141 av 220 röster, det bästa resultatet av alla länsstyrelsemedlemmar. År 2014 valdes Xie till Bambergs kommunfullmäktige med flest röster av alla CSU-kandidater. In 2014, Xie was elected to the Bamberg City Council with the most votes of all CSU candidates.
Xie är vice president för föreningen för kinesiska språkförfattare i Europa och bor tillsammans med sin fru Shenhua Xie Zhang i Bamberg, där han driver snackbaren China Fan. Han har varit tysk medborgare sedan 2010.

## Works (Selection)
- Als Chinese in Bamberg, Erich Weiß Verlag, Bamberg, 2013, ISBN 978-3-940821-28-7
- 微言德国, Deutschland betrachten (1. bis 4. Band), China Fan Verlag, Bamberg, 2001, ISBN 3-00-007430-9
- Identität,Integrität, Integration, Serie in European Chinese News, Ausgabe Dezember 2010 ff.
- 主编《那片热土》, 旅德中华学术联谊会出版,  Göttingen, 1996
- 主编《東張西望:看歐洲家庭教育》,  新銳文創,  Taipeh, 2011, ISBN 9789866094057
- 主编《歐洲綠生活：向歐洲學習過節能、減碳、廢核的日子》,  釀出版, Taipeh, 2013, ISBN 9789865871475 [3]

## Awards
- Preis der Tageszeitung Central Daily News, Taipeh1994
- Sieger des internationalen Literaturwettbewerbs chinesischer Sprache PIAOMU  (Essay), Nanking 2014  [4]
- Sieger des internationalen Literaturwettbewerbs chinesischer Sprache Lotus (Poesie), Peking 2016 [5]